# Radio Londres
Pour la radio pirate des années 1960, voir Radio London.
Radio Londres est le nom donné aux programmes en langue française durant la Seconde Guerre mondiale, diffusés du 19 juin 1940 au 25 octobre 1944 dans le studio de la section française de la BBC, à la suite de l'appel du 18 juin. Radio Londres était émise depuis l'émetteur de Droitwich en modulation d'amplitude sur la fréquence de 200 kHz (bande des 1 500 m).

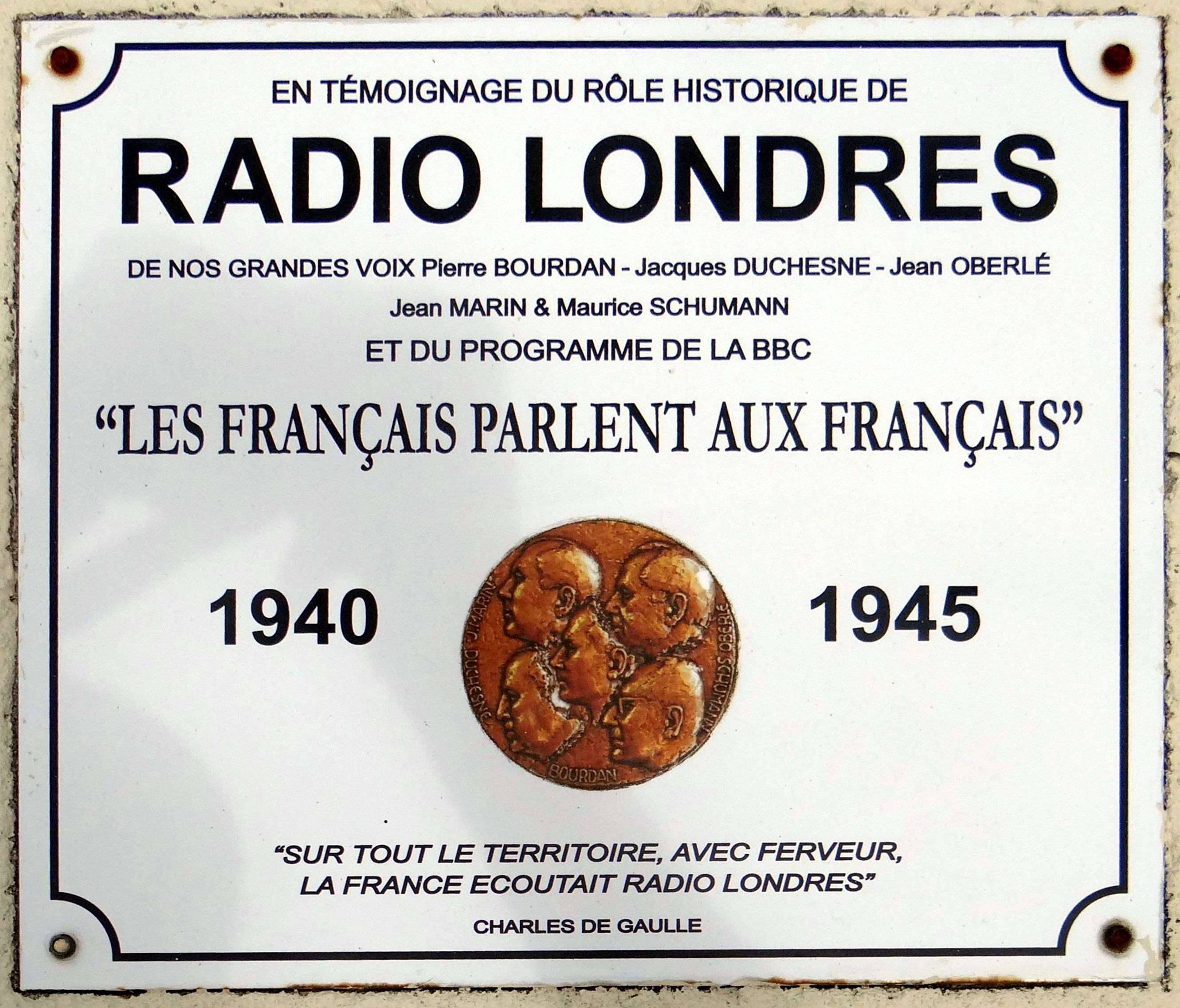
Plaque commémorative, cimetière d'Asnelles, Calvados.

## Histoire

### Création
Dès 1939, la question de la propagande radio prend toute son importance : des représentants du Foreign Office, du ministère français des Affaires étrangères et de l'ambassade britannique à Paris se réunissent le 16 juillet pour en discuter. Il est décidé de réserver une partie des émetteurs pour la communication avec l'étranger et de partager des ondes avec la France. D'autres sujets sont abordés, comme l'interception et le brouillage ou la propagande amie et ennemie.
Fin septembre 1939, quatre bulletins quotidiens sont diffusés en français parmi les douze langues étrangères représentées. Ceci correspond aux besoins politiques du Royaume-Uni pendant la drôle de guerre.

### Promotion des actions de la Résistance
À partir du 10 juin 1942, quand Robert W. Foot et Cécile Graves prennent la tête de la BBC, la propagande se met véritablement en marche et la radio présente de façon uniforme le côté uniquement positif de la situation française et des actions de la Résistance.
Radio Londres est avec Radio Brazzaville la voix de la France libre du général de Gaulle qui, dès le 18 juin, a appelé ses compatriotes à résister : en encourageant les Français à s'insurger contre l'occupant, il entend contrer la désinformation des radios collaborationnistes.

### Guerre contre les radios totalitaires
Rompant avec le style emphatique de la radio française, de jeunes chroniqueurs (Jacques Duchesne, Paul Gordeaux , Jean Oberlé, Pierre Lefèvre, Jean-Louis Crémieux-Brilhac, Pierre Bourdan, Maurice Van Moppès dit « Momo » et Pierre Dac) insufflent, avec l'émission Les Français parlent aux Français, un ton nouveau sur l'antenne et inventent la radio de proximité avec messages personnels, sketches, chansons, blagues et publicités détournées. S'ouvre alors une « guerre des radios » entre la « radio résistante », Radio Londres, et les « radios totalitaires », Radio-Paris pronazie et Radio Vichy pétainiste.

### Riposte des radios totalitaires
Les collaborationnistes trouvent un nom aux émissions du « général Micro » à Radio Londres, le « Dingaullisme », qu'ils définissent comme « une épidémie caractérisée par une fébrilité frénétique, une agressivité en rupture totale avec la réalité », précisant, dans un humour douteux, qu'il « s'attrape, surtout, par les organes auditifs » et que « le plus souvent, il résulte d’une intoxication chronique par les ondes courtes. Certains malades ne peuvent plus se passer de leur drogue habituelle, et se relèvent, la nuit, pour boire, à Radio Londres, une coupe de messages « stupéfiants ». Il s’attaque de préférence aux natures débiles : femmes nerveuses, collégiennes impubères, vieillards inadaptés aux conditions nouvelles de vie, émigrés déracinés, oisifs de la zone non occupée ». Dans le même temps la Propaganda-Abteilung Frankreich diffuse les tracts dessinés par Marcel Mars-Trick dénonçant sur le même ton la « Dingaullite », maladie honteuse,.

### Brouillage
Preuve de son succès pendant cette « guerre des ondes » : les Allemands tentent de faire interdire son écoute en la brouillant, en confisquant les postes et en punissant lourdement les auditeurs. Car Radio Londres est devenue une véritable arme de guerre.
Dans sa chronique dans « Les Français parlent aux Français » le 4 juin 1941, Jacques Duchesne rappelle que les Français libres ne sont pas dupes et savent qu’avec la complicité de Vichy, l’Allemagne brouille les émissions pour empêcher les Français d’écouter.
Il s’adresse ainsi aux Parisiens : « Il paraît qu’on ne peut plus nous entendre à Paris. Alors, me direz-vous, les Parisiens ne nous entendent pas en ce moment ? ». Le même message est adressé à d'autres villes.

### Franck Bauer et Pierre Brossolette
Franck Bauer prononce 517 fois la phrase « Ici Londres, les Français parlent aux Français ».
Pierre Brossolette prendra la parole à 38 reprises au micro de la BBC en remplacement de Maurice Schumann, dont le discours du 22 septembre 1942 lors duquel il rend un vibrant hommage aux « soutiers de la gloire ». Il est détaché des FFL par Maurice Schumann, et il intègre en 1941 l'équipe de l'émission Les Français parlent aux Français. Il en devient le speaker, après avoir passé des tests avec Michel Saint-Denis, dit Jacques Duschesne.

### Libération
En 1944, le triomphe des Alliés sonne la fin de l'épopée de Radio Londres.
Les émissions en français de la BBC vers l'Europe (diffusées sur ondes courtes et ondes moyennes 648 kHz), se poursuivent jusqu'au milieu des années 1990, et celles vers l'Afrique se poursuivent encore à notre époque.

## Émissions
Radio Londres est composé, en plus des six bulletins quotidiens d’informations françaises, de deux émissions indépendantes l'une de l'autre, Honneur et Patrie sous la responsabilité de la France libre du général de Gaulle et tenue par Maurice Schumann, et Les Français parlent aux Français réalisé par le gouvernement britannique.
Ces deux émissions, même si elles suivent la ligne éditoriale de la BBC, prennent des positions opposées sur la libération de la France : dans Honneur et Patrie, René Cassin prend parti pour Charles de Gaulle, tandis que Les Français parlent aux Français se rallie à Henri Giraud qui est du côté de la coalition américaine prônée par Winston Churchill.
Le 9 mai 1944, les deux émissions fusionnent et c'est André Gillois qui dirige le nouveau programme portant les deux anciens noms.

## Messages codés

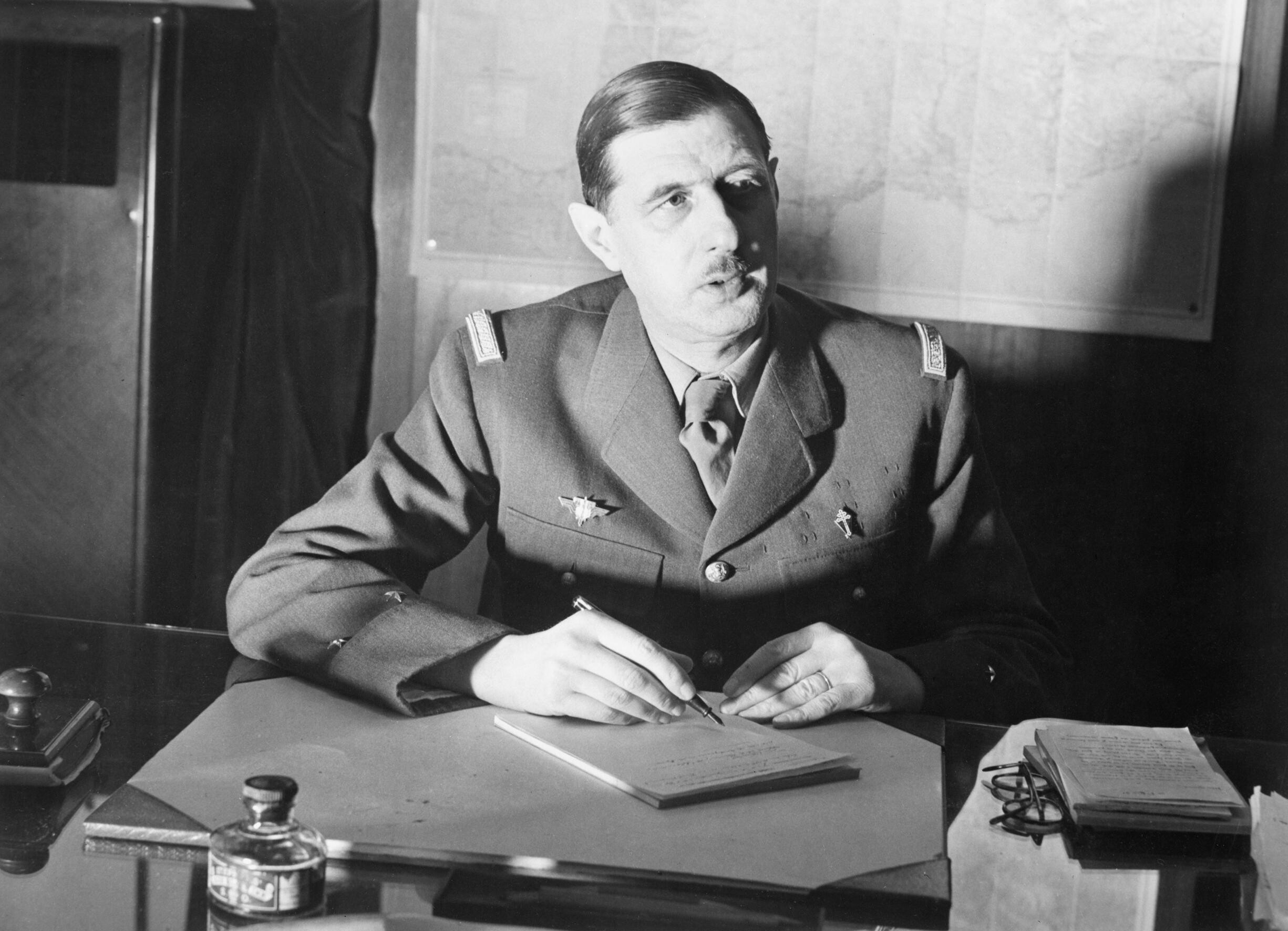
Charles de Gaulle assis à son bureau de Radio Londres.

Les nombreux messages codés transmis par ces programmes ont largement aidé l'organisation de la résistance française avec le Special Operations Executive.
Le premier est envoyé le 20 octobre 1941, répété à 20 h 30 pour confirmer un parachutage, réceptionné par Georges Bégué et Pierre Bloch ; il disait : « Gabrielle vous envoie ses amitiés ».
D'autres parachutages utiliseront des codes tels que : « Les yeux sont ouverts », je répète « Les yeux sont ouverts » (Pont-de-Vaux en octobre 1942), ou « Le vin est tiré, il faut le boire », je répète « Le vin est tiré, il faut le boire » (containers) ou encore « Pégasse a tiré le lapin » (armes dans la région du Puy en novembre 1942).
Le passage d'un message codé à la BBC à une heure précise pouvait aussi servir de garantie à des agents SOE pour un emprunt auprès d'une banque.